# Feid

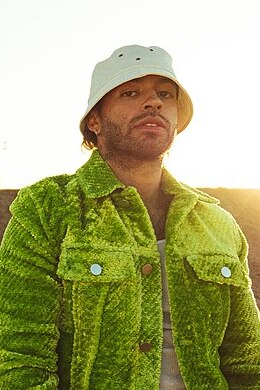
Feid (2022)

Feid (* 19. August 1992 in Medellín; bürgerlich Salomón Villada Hoyos) ist ein kolumbianischer Reggaeton-Sänger und Songwriter.

## Leben
Feid wurde 1992 in Medellín geboren. Seine Mutter ist Vorschullehrerin, sein Vater unterrichtet Geschichte an der Universidad de Antioquia. Im Alter von neun Jahren besuchte er bereits Musikkurse für Kinder an der Universidad de Antioquia.
Während seiner Zeit an der High School war er Teil des Schulchors, mit dem er ein Weihnachtsalbum aufnahm. Später gab er am College erste Soloauftritte.
In dieser Zeit schrieb er erste Lieder für Künstler wie J Balvin und Nicky Jam.
Sein Künstlername lässt sich mit „gesunder Glaube“ übersetzen, was sich auf seinen Glauben in sein Talent bezieht.

## Karriere
2016 unterzeichnete er einen Vertrag mit Universal Music. Dort veröffentlichte er zusammen mit J Balvin seine Single Qué raro, mit der er erste Erfolge im lateinamerikanischen Raum feiern konnte.
Nach einigen Hits ging er auf weltweite Tour, die 2020 durch die COVID-19-Pandemie unterbrochen wurde. Diese Zeit nutze er zur Aufnahme des Albums Ferxxo (Vol 1: M.O.R), sowie der EP Bahía Ducati.
Mit seinem 2022 veröffentlichten Album Feliz cumpleaños, Ferxxo, te pirateamos el álbum erreichte er erstmals die Billboard 200.

## Diskografie
Studioalben

| Jahr | Titel Musiklabel                                                        | Höchstplatzierung, Gesamtwochen, AuszeichnungChartplatzierungen (Jahr, Titel, Musiklabel, Platzierungen, Wochen, Auszeichnungen, Anmerkungen) | Höchstplatzierung, Gesamtwochen, AuszeichnungChartplatzierungen (Jahr, Titel, Musiklabel, Platzierungen, Wochen, Auszeichnungen, Anmerkungen) | Höchstplatzierung, Gesamtwochen, AuszeichnungChartplatzierungen (Jahr, Titel, Musiklabel, Platzierungen, Wochen, Auszeichnungen, Anmerkungen) | Höchstplatzierung, Gesamtwochen, AuszeichnungChartplatzierungen (Jahr, Titel, Musiklabel, Platzierungen, Wochen, Auszeichnungen, Anmerkungen) | Anmerkungen                                                  | [↑]: gemeinsam behandelt mit vorhergehendem Eintrag; [←]: in beiden Charts platziert |
| Jahr | Titel Musiklabel                                                        | CH | US | Latin | ES | Anmerkungen                                                  |                                                                                      |
| ---- | ----------------------------------------------------------------------- | --- | --- | --- | --- | ------------------------------------------------------------ | ------------------------------------------------------------------------------------ |
| 2017 | Así Como Suena Universal Music Latino                                   | — | — | — | — | Erstveröffentlichung: 24. November 2017                      |                                                                                      |
| 2019 | 19 Universal Music Latino                                               | — | — | — | — | Erstveröffentlichung: 17. Mai 2019                           |                                                                                      |
| 2020 | Ferxxo (Vol 1: M.O.R) Universal Music Latino                            | — | — | Latin27 (11 Wo.)Latin | ES18 (29 Wo.)ES | Erstveröffentlichung: 23. April 2020                         |                                                                                      |
| 2021 | Inter Shibuya – La mafia Universal Music Latino                         | — | — | Latin29 Platin · (30 Wo.)Latin | ES20 Gold · (91 Wo.)ES | Erstveröffentlichung: 20. August 2021 Verkäufe: + 80.000     |                                                                                      |
| 2021 | Inter Shibuya (Ferxxo Edition) Universal Music Latino                   | — | —[Latin: ↑][ES: ↑] | Latin29 Platin · (30 Wo.)Latin | ES20 Gold · (91 Wo.)ES | Erstveröffentlichung: 17. Dezember 2021                      |                                                                                      |
| 2022 | Feliz cumpleaños, Ferxxo, te pirateamos el álbum Universal Music Latino | — | US188 (1 Wo.)US | Latin6 Platin · (116 Wo.)Latin | ES2 ×2Doppelplatin · (71 Wo.)ES | Erstveröffentlichung: 14. September 2022 Verkäufe: + 390.000 |                                                                                      |
| 2023 | Mor, no le temas a la oscuridad Universal Music Latino                  | CH64 (1 Wo.)CH | US31 (2 Wo.)US | Latin4 Platin · (20 Wo.)Latin | ES2 Platin · (… Wo.)ES | Erstveröffentlichung: 29. September 2023 Verkäufe: + 105.000 |                                                                                      |
| 2024 | Los 9 de Ferxxo y Sky Rompiendo Universal Music Latino                  | — | — | Latin15 (2 Wo.)Latin | ES10 (8 Wo.)ES | Erstveröffentlichung: 29. November 2024 mit Sky Rompiendo    |                                                                                      |
| 2025 | Ferxxo Vol X: Sagrado Universal Music Latino                            | — | — | Latin20 (4 Wo.)Latin | ES12 (… Wo.)ES | Erstveröffentlichung: 9. Juni 2025 Verkäufe: + 35.000        |                                                                                      |